# Mätasselja
Mätasselja – wieś w Estonii, w prowincji Sarema, w gminie Kärla. Według danych na rok 2020 wieś zamieszkiwało 38 osób.